# Políptico de 1472
El Políptico de 1472 (o Políptico Fesch o Eckinson) es una pintura al temple y dorado sobre tabla de Carlo Crivelli, datada en 1472 sobre el panel central y hoy desmembrado entre varios museos europeos y norteamericanos.

## Historia
Una primera reconstrucción del políptico tuvo lugar con Venturi en 1933, perfeccionada luego por Berenson (1958) y Seri (1961). No se conoce la procedencia originaria, que probablemente fuera Fermo o sus alrededores, en los cuales el artista estaba activo en aquellos años. Amico Ricci de hecho, recordó en 1834, una Madonna y santos de Crivelli en la iglesia de Santo Domingo de Fermo vendida poco tiempo antes: hipótesis probable dada la presencia de santo Domingo entre los santos del registro central en posición preeminente a la derecha de la Madonna.

## Descripción y estilo
El políptico, estilísticamente afín al Políptico Demidoff, tenía cinco compartimentos en el registro principal con santos de cuerpo entero, coronados por una Piedad quizás rodeada de otros cuatro santos a media figura no identificados. Abajo la predela debía contener no menos de once compartimentos con santos a media figura bajo arcos, de los cuales se conocen hoy cinco. Las figuras están tratadas con su habitual realismo, detallismo decorativo y viva vena descriptiva, no aisladas sino novedosamente descritas con claras interacciones entre ellas.
- Madonna Linsky, 94 x 42 cm, Nueva York, Museo Metropolitano de Arte
- Santiago el Mayor, 95 x 39 cm, Nueva York, Museo Brooklyn
- San Nicolás de Bari, 96 x 32,5 cm, Cleveland, Museo de Arte de Cleveland
- Santo Domingo, 94 x 27 cm, Nueva York, Museo Metropolitano de Arte
- San Jorge, 95 x 33 cm, Nueva York, Museo Metropolitano de Arte
- Piedad, 68 x 45 cm, Filadelfia, Museo de Arte de Filadelfia
- Cristo bendiciendo, 28,8 x 26,2 cm, El Paso, Museum of Art
- San Pedro, 29,3 x 21,5 cm, New Haven, Galería de Arte de la Universidad Yale
- San Bartolomé, 28 x 15,5 cm, Milán, Pinacoteca del Castillo Sforzesco
- San Juan Evangelista, 28 x 15,5 cm, Milán, Pinacoteca del Castillo Sforzesco
- San Felipe Apóstol, 28 x 15,5 cm, Ámsterdam, colección E. Proehl

## Posible reconstrucción
|  |  |  |  |  |  |
|  |  |  |  |  |  |
|  |  |  |  |  |  |